# Тушуребі
Тушуребі (груз. ტუშურები) — село в Грузії.
За даними перепису населення 2014 року в селі проживає 344 особи.